# Парфондрю
Парфондрю́ (фр. Parfondru) — коммуна во Франции, находится в регионе Пикардия. Департамент коммуны — Эна. Входит в состав кантона Лан-2. Округ коммуны — Лан.
Код INSEE коммуны — 02587.

## Население
Население коммуны на 2010 год составляло 346 человек.
| 1962 | 1968 | 1975 | 1982 | 1990 | 1999 | 2010 |
| ---- | ---- | ---- | ---- | ---- | ---- | ---- |
| 238  | 234  | 211  | 269  | 303  | 295  | 346  |

## Экономика
В 2010 году среди 229 человек трудоспособного возраста (15—64 лет) 177 были экономически активными, 52 — неактивными (показатель активности — 77,3 %, в 1999 году было 72,2 %). Из 177 активных жителей работали 158 человек (81 мужчина и 77 женщин), безработных было 19 (6 мужчин и 13 женщин). Среди 52 неактивных 14 человек были учениками или студентами, 26 — пенсионерами, 12 были неактивными по другим причинам.